# Andante favori
L'Andante favori (francese per Andante favorito) è un pezzo per pianoforte di Ludwig van Beethoven. Nel catalogo delle opere di Beethoven è indicato come WoO 57.

## Composizione
L'Andante favori venne composto tra il 1803 e il 1804, e pubblicato nel 1805. Era stato originariamente destinato ad essere il secondo dei tre movimenti della  "Waldstein" Opus 53. L'estratto seguente dalla biografia di Beethoven di Alexander Wheelock Thayer spiega il cambiamento:
 Ries riporta (Nota, p.101) che un amico disse a Beethoven che la sonata era troppo lunga. Dopo una riflessione silenziosa, Beethoven si convinse della correttezza della critica. L'Andante ... venne dunque escluso e al suo posto venne composta un'interessante introduzione al rondò attuale. Un anno dopo la pubblicazione della sonata, l'Andante venne pubblicato a parte.
Il motivo del titolo è stato dato dall'allievo di Beethoven,  Czerny, e citato da Thayer: A causa della sua popolarità (Beethoven lo eseguiva spesso in società) gli diede il titolo di Andante favori (andante favorito).

## Musica
Il pezzo è nella tonalità di Fa maggiore (la sottodominante della tonalità della sonata "Waldstein"), in 3/8, ed è marcato da un Andante grazioso con moto.  Formalmente si tratta di un rondò, nel quale in ogni ripresa del tema questo appare variato. Il tema in sé è abbastanza esteso e in forma ternaria. Il pezzo ha una durata di circa nove minuti.